# Giorgio Marengo
Giorgio Marengo, IMC (Cuneo,  7. lipnja 1974.) talijanski je prelat Katoličke Crkve. Papa Franjo ga je proglasio kardinalom 27. kolovoza 2022., a od 2. travnja 2020. apostolski je prefekt Ulaanbaatara, misionarske jurisdikcije koja pokriva cijelu državu Mongoliju.
Papa Franjo ga je 27. kolovoza 2022. proglasio kardinalom-svećenikom, dodijelivši mu naslov San Giuda Taddeo Apostolo. Papa Franjo ga je 7. listopada 2022. imenovao članom Dikasterija za evangelizaciju.